# Il battello gira la punta
Il battello gira la punta è un dipinto a olio su tela (195 x 110,5 cm), realizzato a Lierna sul lago di Como nel 1908 dal pittore italiano Eugenio Giuseppe Conti e conservato nel museo civico di Crema e del Cremasco (inv. B 0544) a Crema.

## Descrizione
Il dipinto di Eugenio Giuseppe Conti, probabilmente la sua ultima opera prima di morire, ritrae una terrazza a picco sul lago, dove i tre figli del pittore, Noemi, Clorinda e Renzo, osservano incuriositi le manovre di un battello non rappresentato ma evocato dal titolo. L'imbarcazione sta per apparire da dietro Punta Spartivento dal vertice del Triangolo Lariano; al centro del dipinto, al di là del lago, si vede l'abitato di Limonta. La famiglia del pittore villeggiò per molti anni a Lierna, avendo trovato Conti nell'ambiente della località una particolare ispirazione per le sue opere, luogo che attrasse numerosi altri artisti e poeti.
La particolarità dell'opera, di grandi dimensioni, è di essere immersiva e di regalare l'illusione di affacciarsi a pochi passi dal lago di Como. 
In questo dipinto, considerato uno dei più importante di Conti, siamo nel pieno della sua maturità artistica, con una pennellata morbida e sicura che delinea le figure con forte Romanticismo.
La famiglia non ha mai voluto privarsi di questo dipinto, anche dopo la morte di Eugenio Giuseppe Conti; sarà poi comprato solo nel 2006 dal Museo civico di Crema e del Cremasco, dove si trova ancora oggi in esposizione permanente.